# Флаг Мышкинского района
Флаг Мы́шкинского муниципального района Ярославской области Российской Федерации.
Флаг был утверждён 30 мая 2002 года как флаг муниципального образования Мышкинский муниципальный округ и одновременно являлся флагом города Мышкина. После муниципальной реформы флаг стал официальным символом Мышкинского муниципального района.

## Описание флага
«Флаг Мышкинского муниципального округа представляет собой прямоугольное полотнище синего (лазоревого) цвета с соотношением ширины к длине 2:3.
В верхнем левом углу в жёлтом поле изображён герб Мышкинского муниципального округа (без зелёного поля), соотношение золотого поля к лазоревому 1:5».

## Символика флага
Герб представляет собой следующую композицию:
Французский щит (прямоугольный с малым заострением внизу) заполнен зелёной эмалью. В центре содержит французский щиток (малый щит), разделённый на две части: верхнюю и нижнюю часть щита в соотношении 4:3.
В верхней части, заполненной серебряной эмалью (белой краской), размещено победренное изображение медведя коричневого цвета с секирой на левом плече. Секира — золотой эмали. В нижней части на червлёной эмали (ярко-красной краске) — серая мышка. Обе фигуры, если встать лицом к гербу, идут влево.